# Oratorio dell'Erta (Vinci)
L'oratorio dell'Erta (o della Madonna dell'Erta) è un piccolo luogo di culto nei dintorni di Vinci (FI).

## Storia e descrizione
Il primitivo tabernacolo fu trasformato in oratorio nel 1850 dai proprietari della zona, signori del Vivo, per conservare una grande statua in pietra della Vergine col Bambino, probabilmente cinquecentesca anche se ridipinta successivamente, oggetto di grande devozione popolare, come testimoniano le solenni feste quinquennali e la ricca dote di ex voto custoditi nella sagrestia.